# Pséphologie
La pséphologie  (du grec psephos ψῆφος, galet, car les Grecs utilisaient des galets comme des bulletins de vote) est une branche de la science politique qui traite de l'étude et de l'analyse scientifique des élections.
Le terme a été inventé en 1948 au Royaume-Uni, par William Hardie (1902-1990) à la demande de son ami Ronald McCallum, et fut utilisé pour la première fois à l'écrit en 1952.

## Généralités
La pséphologie est une division de la science politique qui traite de l'analyse statistique des élections et des sondages. Les personnes pratiquant la pséphologie sont appelées pséphologues.
La pséphologie a de nombreuses applications dans l'analyse des résultats de l'élection, a posteriori donc et non à des fins prédictives. Par exemple, l'indice de Gallagher mesure le caractère disproportionné des résultats d'une élection.
Les diplômes de pséphologie n'existant pas, les pséphologues ont souvent des diplômes de sciences politiques et/ou de statistiques. La connaissance de la démographie, des statistiques, et de la politique sont des conditions préalables pour devenir un pséphologue.

## Pséphologues célèbres
Parmi les pséphologues célèbres on peut citer :
- Antony Vert[3] ;
- Allan Lichtman, professeur et createur des Clés de la Maison Blanche
- Malcolm Mackerras, inventeur du pendule de Mackerras ;
- Michael Barone, co-auteur de L'Almanach de la Politique Américaine depuis 1972,
- David Andrews, dirigeant, depuis 1973, l'analyse de dizaines d'élections fédérales et référendums sur le réseau canadien CTV ;
- Nate Silver, créateur du site FiveThirtyEight qui suit les intentions de vote aux États-Unis et au Canada;
- Éric Grenier, créateur de threehundredeight.com ;
- David Butler et Robert McKenzie, créateurs du swingometer (que l'on pourrait traduire par pivomètre) ;
- Charlie Cook, éditeur de The Cook Political Report ;
- Thomas Ferguson, analyste de la concurrence financière au sein des partis ;
- Yogendra Yadav ;
- Curtis Gans, auteur de La Participation des Électeurs aux États-unis, 1788-2009[4].